# Lilian Sais

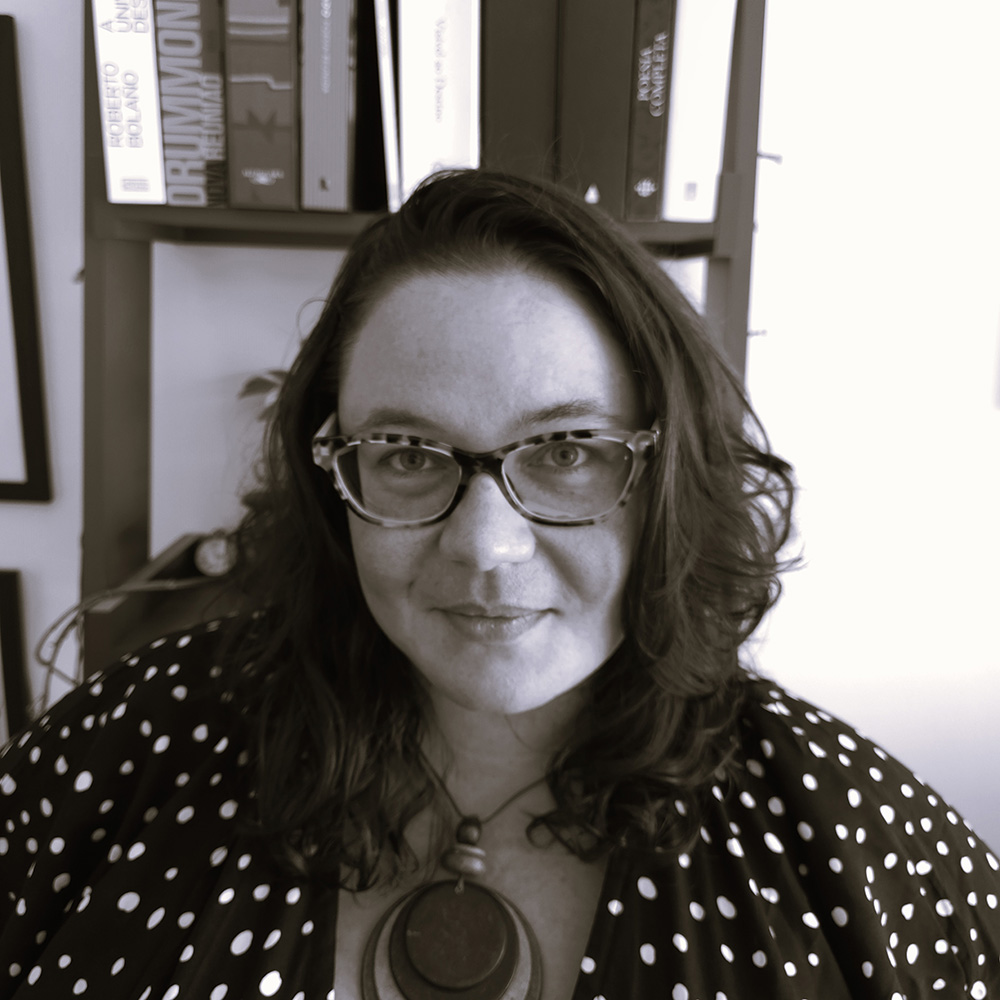
Lilian Sais

Lilian Sais (São Paulo, 1985) é uma escritora brasileira.  

## Biografia
Doutora em Letras Clássicas pela Universidade de São Paulo, também atua como produtora e roteirista de podcasts, entre eles o Como o poema, sobre a Poesia Brasileira Contemporânea escrita por mulheres. 
Em poesia, publicou a plaquete Passo imóvel (Cozinha Experimental, 2018) e os livros Acúmulo (Patuá, 2018) e Uma baleia nunca dorme profundamente (Hecatombe, 2021). Seu primeiro romance, O funeral da baleia, foi contemplado pelo ProAC.
A autora é vencedora do Prêmio Cepe Nacional de Literatura, Finalista do Prêmio São Paulo de Literatura e Semifinalista do Prêmio Oceanos.

## Obras
- 2023 O livro do figo - Editora Macondo
- 2022 Motivos para cavar a terra - Editora Cepe
- 2021 Uma baleia nunca dorme profundamente - Editora Urutau
- 2020 O funeral da baleia - Editora Patuá